# NGC 1634
NGC 1634 ist eine Elliptische Galaxie vom Hubble-Typ E/S0 im Sternbild Taurus am Südsternhimmel. Sie ist schätzungsweise 195 Millionen Lichtjahre von der Milchstraße entfernt und hat einen Durchmesser von etwa 25.000 Lichtjahren. Gemeinsam mit NGC 1633 bildet sie das isolierte und gravitativ gebundene Galaxienpaar KPG 101 oder Holm 79.
Das Objekt wurde am 9. Dezember 1798 von Wilhelm Herschel entdeckt.